# Алкаагаш
Алкаага́ш (каз. Алқаағаш) — село у складі району Шал-акина Північноказахстанської області Казахстану. Входить до складу Кривощоковский сільського округу.
Населення — 151 особа (2021; 268 у 2009, 359 у 1999, 400 у 1989).
Національний склад станом на 1989 рік:
- казахи — 100 %.